# Lillian Lorraine
Ealallean De Jacques, (San Francisco; 1892/1894 - Nueva York; 17 de abril de 1955) más conocida como Lillian Lorraine fue una actriz estadounidense de teatro y cine.

## Primeros años

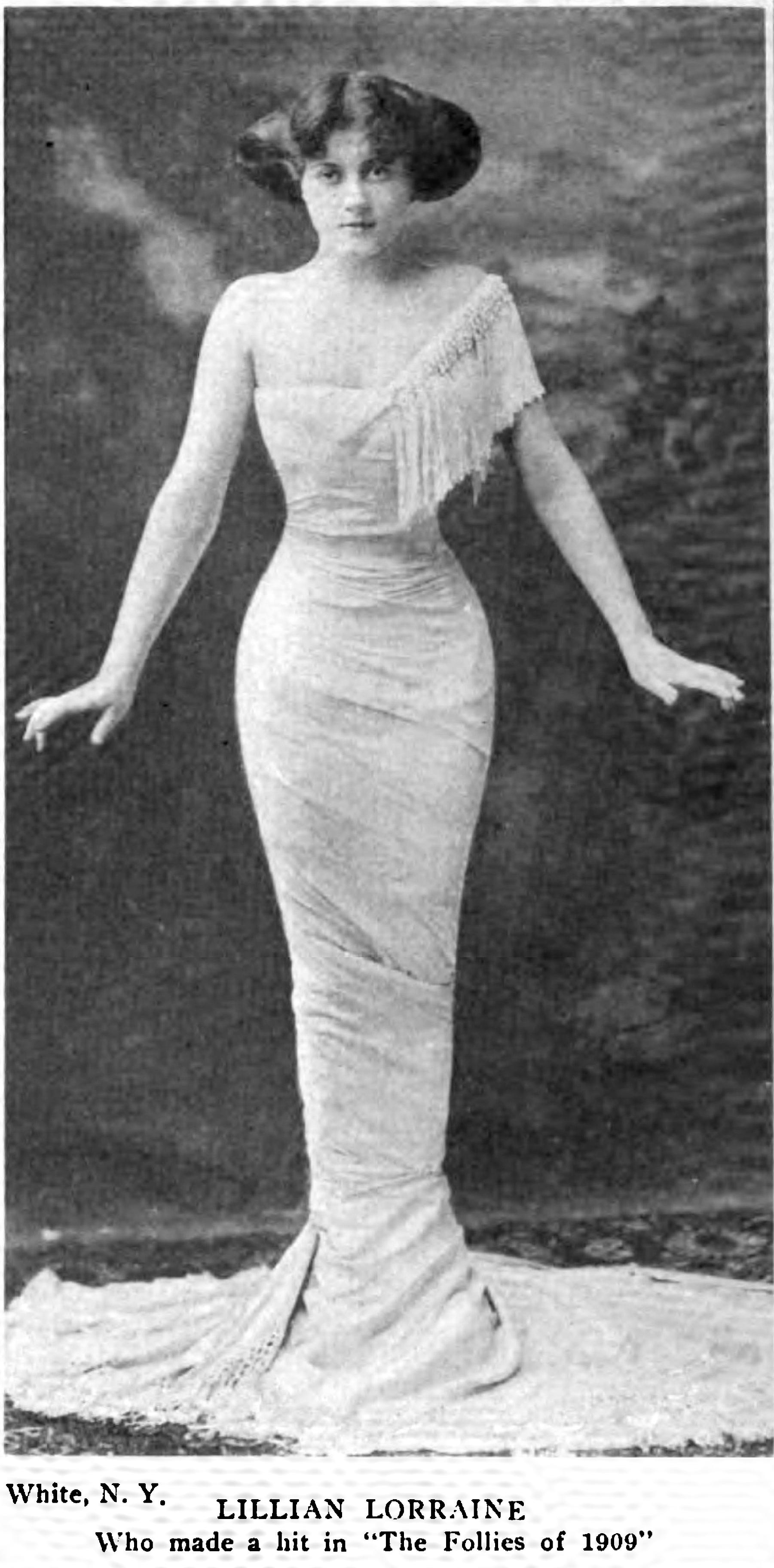
Theatre Magazine, 1909

Lorraine nació en California bajo el nombre de Ealallean De Jacques, hija de Mollie y Charles Jacques (o De Jacques). Su padre era un minero con raíces en San Luis. El nombre de soltera de su madre puede haber sido Mary Ann Brennan. El censo estadounidense de 1900 muestra que ella y sus padres residían en Leadville, Colorado, en el hotel de su abuelastro materno, e indica su fecha de nacimiento como enero de 1894, su nombre como Lillian Jacques, y su lugar de nacimiento figura como Utah. (El lugar de nacimiento de su padre es Kansas y el de su madre Maine).

## Carrera
Lorraine comenzó su carrera en el teatro en 1906, con 12 o 14 años. Al año siguiente, apareció en un papel secundario en una producción de Shubert, The Tourists. Fue en ese espectáculo donde fue descubierta por Florenz Ziegfeld. Éste pasó los siguientes años promocionando su carrera, lo que la llevó a un ascenso que la convirtió en una de las atracciones más populares de sus Follies. En 1909, Ziegfeld sacó a Lorraine, de 17 años, de la fila del coro en la producción de ese año de Miss Innocence para destacarla como intérprete solista, que se hizo conocida por presentar la canción "By the Light of the Silvery Moon".

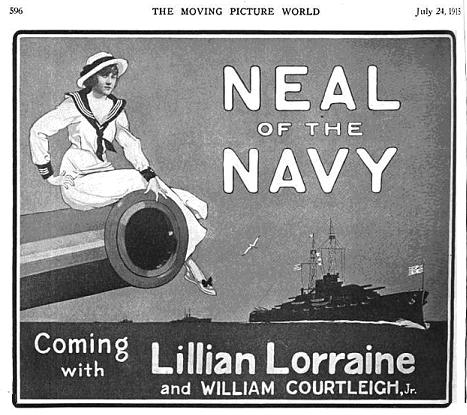
Póster del serial Neal of the Navy 1915, protagonizado por Lillian Lorraine.

En su libro Scandals and Follies, el autor Lee Davis escribe que "En 1911, [Ziegfeld] estaba locamente enamorado de Lillian Lorraine y lo seguiría estando, en un grado u otro, durante el resto de su vida, a pesar del comportamiento errático, irresponsable y a menudo insensato de ella, de sus múltiples matrimonios con otros hombres, de sus propios dos matrimonios y de su necesidad durante toda su vida adulta de acostarse con las mejores bellezas que contrataba."
La relación, tanto profesional como romántica, entre Ziegfeld y Lorraine, llevó a la finalización de su matrimonio con la actriz Anna Held. (Un personaje ficticio, Audrey Dane, claramente basado en Lorraine, fue interpretado por Virginia Bruce en la película The Great Ziegfeld de 1936). La relación de Lorraine y Ziegfeld fue turbulenta y emocionalmente compleja, pero su pasión era tal que la segunda esposa de Ziegfeld, la actriz Billie Burke, confesó que Lorraine era la única de los pasados enredos sexuales de Ziegfeld que despertaba sus celos.  
Protagonizó numerosas producciones anuales de The Ziegfeld Follies, así como el musical de Broadway Over the River de 1912. Se aventuró en el cine con un éxito limitado, apareciendo en unas diez películas entre 1912 y 1922, incluyendo el serial Neal of the Navy con William Courtleigh, Jr. 

## Vida personal
La vida personal de Lorraine le valió más notoriedad que su talento o su belleza, siendo portada habitual de los periódicos de la época con relatos de sus últimos y turbulentos romances o rencillas con estrellas rivales como Fanny Brice y Sophie Tucker. Al parecer, su personalidad y su vida privada fueron una gran influencia para Anita Loos a la hora de crear el personaje de Lorelei para la novela Los caballeros las prefieren rubias. Aunque su relación con Ziegfeld llegó a su fin en la década de 1910, su poder de atracción en la taquilla la mantuvo en varias de sus producciones de la época. La fama de Lorraine empezó a decaer en la década de 1920 y trabajó durante un tiempo en el vodevil. 

### Matrimonios
Lorraine se casó con su primer marido, Frederick M. Gresheimer, el 27 de marzo de 1912, después de conocerse en una playa. Diez días después, Lorraine anunció que el matrimonio había sido un error y que la pareja era "incompatible" debido a su carrera. Más tarde se determinó que el matrimonio no era válido porque Gresheimer no se había divorciado de su primera esposa. Lorraine y Gresheimer volvieron a casarse en mayo de 1913. Tres meses después, Lorraine solicitó la anulación del matrimonio tras alegar que Gresheimer había falseado su identidad.
Alrededor de 1946, se casó con Jack O'Brien, un contador. Según el biógrafo de Lorraine, Nils Hanson, no existe ningún registro de dicho matrimonio, y es probable que se trate de una pareja de hecho.

## Fallecimiento
Lorraine desapareció de la vida pública en 1941, y a veces utilizaba el supuesto nombre de soltera de su madre, Mary Ann Brennan. Murió el 17 de abril de 1955 en Nueva York. Se cree que tenía 63 años en el momento de su muerte, pero es posible que tuviera 61. A su funeral, que se celebró en la iglesia católica del Santísimo Nombre de Jesús, asistieron Jack O'Brien y dos amigos. Inicialmente fue enterrada en una fosa común en el Cementerio del Calvario en Queens, Nueva York. Posteriormente, su cuerpo fue exhumado y trasladado a la parcela de la familia de un amigo en el cementerio de Saint Raymond, Bronx.

## Filmografía
| Año  | Título                      | Personaje                 | Notas                                                                                   |
| ---- | --------------------------- | ------------------------- | --------------------------------------------------------------------------------------- |
| 1912 | The Immigrant's Violin      | Lora - La novia de Albert | Cortometraje                                                                            |
| 1912 | Dublin Dan                  | La vieja bruja            | Cortometraje                                                                            |
| 1912 | The Face at the Window      |                           | Cortometraje                                                                            |
| 1913 | The Detective's Santa Claus | Srta. Steele              | Cortometraje                                                                            |
| 1913 | The Old Parlor              |                           | Cortometraje                                                                            |
| 1915 | Neal of the Navy            | Annette Illington         | Serial perdido                                                                          |
| 1915 | Should a Wife Forgive?      | La Belle Rose             | copia en posesión de la Biblioteca del Congreso                                         |
| 1917 | The Prima Donna's Special   | La Prima Donna            | Cortometraje Título alternativo: The Hazards of Helen (#118): The Prima Donna's Special |
| 1918 | Playing the Game            |                           | Película perdida                                                                        |
| 1920 | The Flaming Disc            |                           | Película perdida                                                                        |
| 1922 | Lonesome Corners            | Martha Forrest            | Película perdida                                                                        |

## En la cultura popular
- La primera biografía de Lorraine, Lillian Lorraine: The Life and Times of a Ziegfeld Diva, de Nils Hanson, fue publicada en octubre de 2011 por McFarland Press.
- Lorraine fue interpretada por Valerie Perrine en la película de 1978 Ziegfeld: The Man and His Women (Columbia Pictures).